# Джункуньяно
Джункуньяно (итал. Giuncugnano) —  коммуна в Италии, располагается в регионе Тоскана, в провинции Лукка.
Население составляет 538 человек (2008 г.), плотность населения составляет 30 чел./км². Занимает площадь 18 км². Почтовый индекс — 55030. Телефонный код — 0583.
Покровителем населённого пункта считается святой Антоний Апамейский, празднование 2 сентября и 30 ноября.

## Демография
Динамика населения:

## Администрация коммуны
- Официальный сайт: https://web.archive.org/web/20110207183020/http://comunegiuncugnano.com/